# 플로랑스와 레옹
《플로랑스와 레옹》(원제: Florence et Léon)은 캐나다의 작가 시몽 불르리스(Simon Boulerice)와 그림작가 델피 코테라크루아(Delphie Côté-Lacroix)가 에디시옹 퀘벡 아메리크(Éditions Québec Amérique)에서 펴낸 그림책이다. 한글판은 2019년 3월 불의여우(에이치비 출판사)에서 번역·출간했다(역자: 박선주). 각기 다른 장애를 가진 남녀 주인공이 우연히 만나 사랑을 키워가는 이야기를 다루었으며, 감상주의에 기반한 장애 극복 스토리가 아니라 평범한 일상을 영유하는 두 사람의 모습을 보여줌으로써 장애에 관한 균형잡힌 시각을 선보였다고 평가받는다.

## 내용
특별한 것을 좋아하는 플로랑스는 어릴 적 수영 대결에서 친구를 이길 때마다 구불구불 구부러진 빨대로 밀크셰이크를 마시곤 했다. 누구보다 큰 사람이 되고 싶은 레옹은 어릴 적 축구 시합에서 질 때마다 엄청나게 길쭉한 빨대로 주스를 마시곤 했다. 바라던 대로 개성 있고 훤칠한 어른으로 자란 두 사람은, 어느 날 운명처럼 길에서 서로 부딪친다. 폐가 좋지 않은 수영강사 플로랑스와 눈이 좋지 않은 보험판매원 레옹은 금세 서로에게 호감을 느끼고 카페에서 마주 앉는다. 두 사람 앞에 놓인 커피와 주스 잔에는 이제 구불구불 구부러지지도, 엄청나게 길지도 않은 지극히 평범한 빨대 두 개가 나란히 꽂혀 있다. 빨대 구멍으로 숨을 쉬는 것 같은 플로랑스와 빨대 구멍으로 세상을 보는 것 같은 레옹은, 이 평범하고도 특별한 하루의 끝에서 작은 사랑을 싹틔운다.

## 저자 및 역자
- 시몽 불르리스는 캐나다 퀘벡 대학교에서 문학을 전공했으며, 글, 춤, 연기 등 다방면에서 재능을 뽐내는 작가다. 시와 희곡, 소설, 어린이와 청소년을 위한 글을 쓰며, 저서로 《에릭은 못 생겼어요》, 《배 속의 사과나무》 등이 있다.
- 델피 코테라크루아는 그래픽 디자인을 전공하고 다양한 영역에서 활동하고 있는 비주얼 아티스트다. 단순한 구도와 몇 가지 한정된 색깔만으로 섬세하고 호소력 있는 그림을 그린다. 현재 캐나다 몬트리올에 살고 있다.
- 역자 박선주는 국문학과 한불 번역을 공부했다. 옮긴 책으로 《곧 이 방으로 사자가 들어올 거야》, 《안녕 사랑 안녕 행복도》, 《생각이 켜진 집》, 《야크》, 《한밤의 위고》, 《동방의 항구들》, 《프란츠와 클라라》 등이 있다.

## 수상 및 추천
- 2016년 캐나다 총독문학상(General Governor’s Literary Awards) 어린이 그림책(Young People’s Literature - Illustrated Books) 부문 최종후보(Finalist)[2]